# Llista de topònims de la Barceloneta
Llista de topònims (noms propis de lloc) del barri de la Barceloneta, a Barcelona
Informació actualitzada per un bot. Els canvis manuals es perdran quan s'actualitzi!

## carrer
| imatge | Nom                               | Ubicat a | instància de | Detalls                                           | coordenades                                                     | Protecció                                  | Commons (més fotos)               | Dades a WD                    |
| ------ | --------------------------------- | --- | ------------ | ------------------------------------------------- | --------------------------------------------------------------- | ------------------------------------------ | --------------------------------- | ----------------------------- |
|        | Passeig Marítim de la Barceloneta | la Barceloneta | carrer       | Anomenat per: la Barceloneta                      | 41° 22′ 55″ N, 2° 11′ 38″ E / 41.3819°N,2.1939°E ca:Pg. Marítim | bé integrant del patrimoni cultural català | Passeig Marítim de la Barceloneta | Modifica les dades a Wikidata |
|        | carrer de la Marina               | Barcelona la Barceloneta la Vila Olímpica del Poblenou el Parc i la Llacuna del Poblenou Fort Pienc Sagrada Família el Baix Guinardó | carrer       | Anomenat per: Armada Reial del senyor rei d'Aragó | 41° 23′ 53″ N, 2° 10′ 57″ E / 41.398°N,2.1825°E                 |                                            | Carrer de la Marina, Barcelona    | Modifica les dades a Wikidata |
|        | passeig de Salvat Papasseit       | Barcelona la Barceloneta | carrer       |                                                   |                                                                 |                                            |                                   | Modifica les dades a Wikidata |

## casa
| imatge | Nom                 | Ubicat a                 | instància de | Detalls                                                    | coordenades                                                                                                   | Protecció                                                               | Commons (més fotos) | Dades a WD                    |
| ------ | ------------------- | ------------------------ | ------------ | ---------------------------------------------------------- | --- | ----------------------------------------------------------------------- | ------------------- | ----------------------------- |
|        | Casa Joaquim Gibert | la Barceloneta           | casa         | Estil: noucentisme                                         | 41° 22′ 35″ N, 2° 11′ 21″ E / 41.3765270746384°N,2.1892722947549°E                                            | bé amb protecció urbanística                                            |                     | Modifica les dades a Wikidata |
|        | can Solé            | Barcelona la Barceloneta | casa         | Estil: modernisme català arquitectura popular 18th century | 41° 22′ 44″ N, 2° 11′ 18″ E / 41.378894°N,2.18837°E ca:Carrer de Sant Carles, 4, Barcelona 5 msnm             | bé integrant del patrimoni cultural català                              | Can Solé            | Modifica les dades a Wikidata |
|        | casa Joan Ors       | Barcelona la Barceloneta | casa         | Estil: modernisme català arquitectura popular 18th century | 41° 22′ 44″ N, 2° 11′ 21″ E / 41.378999°N,2.189063°E ca:Carrer del Comte de Santa Clara, 13, Barcelona 5 msnm | bé integrant del patrimoni cultural català bé amb protecció urbanística | Casa Joan Ors       | Modifica les dades a Wikidata |

## edifici
| imatge | Nom                                               | Ubicat a                    | instància de | Detalls                                                                                 | coordenades | Protecció                                              | Commons (més fotos)                        | Dades a WD                    |
| ------ | ------------------------------------------------- | --------------------------- | ------------ | --------------------------------------------------------------------------------------- | --- | ------------------------------------------------------ | ------------------------------------------ | ----------------------------- |
|        | Antiga Subcentral Elèctrica de la Barceloneta     | Ciutat Vella la Barceloneta | edifici      |                                                                                         | 41° 22′ 46″ N, 2° 11′ 24″ E / 41.3795678766831°N,2.1900358146595°E                                                                                      | bé amb protecció urbanística                           |                                            | Modifica les dades a Wikidata |
|        | Arc d'accés de la Maquinista Terrestre y Marítima | Ciutat Vella la Barceloneta | edifici      |                                                                                         | 41° 22′ 52″ N, 2° 11′ 26″ E / 41.3812291473102°N,2.19066037541163°E                                                                                     | bé amb elements d'interès bé amb protecció urbanística |                                            | Modifica les dades a Wikidata |
|        | Bar Electricitat                                  | la Barceloneta              | edifici      | 20th century                                                                            | 41° 22′ 46″ N, 2° 11′ 24″ E / 41.379349°N,2.190079°E ca:C. Sant Carles, 15 - c. Atlàntida, 57-61 4 msnm                                                 | bé integrant del patrimoni cultural català             | Bar Electricitat                           | Modifica les dades a Wikidata |
|        | Cooperativa La Fraternitat                        | Barcelona la Barceloneta    | edifici      | Arquitecte: Francesc Guàrdia i Vial Estil: arquitectura modernista 1917                 | 41° 22′ 45″ N, 2° 11′ 20″ E / 41.379166666667°N,2.1888888888889°E ca:Carrer Comte de Santa Clara, 8-12 – Carrer Sant Carles, 9 - Carrer Pescadors, 7-11 | bé cultural d'interès local                            | Cooperativa la Fraternitat                 | Modifica les dades a Wikidata |
|        | Cooperativa Obrera Popular "El Siglo XX"          | Ciutat Vella la Barceloneta | edifici      |                                                                                         | 41° 22′ 54″ N, 2° 11′ 21″ E / 41.3816640759851°N,2.18915898185596°E                                                                                     | bé amb protecció urbanística                           |                                            | Modifica les dades a Wikidata |
|        | Pavelló de la Companyia Transatlàntica            | Barcelona la Barceloneta    | edifici      | Arquitecte: Antoni Gaudí i Cornet Estil: modernisme català Estat: enderrocat o destruït | |                                                        |                                            | Modifica les dades a Wikidata |
|        | Piscines dels Banys de Sant Sebastià              | Barcelona la Barceloneta    | edifici      |                                                                                         | 41° 22′ 25″ N, 2° 11′ 19″ E / 41.37362°N,2.18857°E | bé integrant del patrimoni cultural català             | Centre Esportiu Municipal de Sant Sebastià | Modifica les dades a Wikidata |

## edifici industrial
| imatge | Nom                                                     | Ubicat a                 | instància de       | Detalls                      | coordenades                                                                                                 | Protecció | Commons (més fotos)                                     | Dades a WD                    |
| ------ | ------------------------------------------------------- | ------------------------ | ------------------ | ---------------------------- | --- | --------- | ------------------------------------------------------- | ----------------------------- |
|        | Elements de La Maquinista                               | Barcelona la Barceloneta | edifici industrial |                              | 41° 22′ 52″ N, 2° 11′ 26″ E / 41.38119888305664°N,2.190682888031006°E ca:Maquinista                         |           |                                                         | Modifica les dades a Wikidata |
|        | Fàbrica de gel Industrias Frigoríficas del Mediterráneo | la Barceloneta           | edifici industrial | Estat: enderrocat o destruït | 41° 22′ 54″ N, 2° 11′ 20″ E / 41.38178°N,2.18881°E ca:Ginebra, 19-21                                        |           | Fàbrica de gel Industrias Frigoríficas del Mediterráneo | Modifica les dades a Wikidata |
|        | Rafals del Moll de Llevant                              | Barcelona la Barceloneta | edifici industrial | Estil: modernisme català     | 41° 22′ 08″ N, 2° 11′ 14″ E / 41.3690071105957°N,2.1873440742492676°E ca:Pg. Joan de Borbó - Moll de Llevan |           |                                                         | Modifica les dades a Wikidata |

## edifici residencial
| imatge | Nom                                                   | Ubicat a                              | instància de             | Detalls                                                    | coordenades | Protecció                                                               | Commons (més fotos)             | Dades a WD                    |
| ------ | ----------------------------------------------------- | ------------------------------------- | ------------------------ | ---------------------------------------------------------- | --- | ----------------------------------------------------------------------- | ------------------------------- | ----------------------------- |
|        | Carrer de la Maquinista, 18                           | Ciutat Vella Barcelona la Barceloneta | edifici residencial      | Estil: modernisme català                                   | 41° 22′ 50″ N, 2° 11′ 18″ E / 41.3806482°N,2.188383°E ca:Carrer Maquinista, 18                                                   | bé amb protecció urbanística                                            | Carrer de la Maquinista, 18     | Modifica les dades a Wikidata |
|        | Casa Esteve Cortada                                   | Barcelona la Barceloneta              | edifici residencial      | Estil: arquitectura eclèctica                              | 41° 22′ 55″ N, 2° 11′ 20″ E / 41.3819465637207°N,2.1887900829315186°E ca:Mediterrània, 4 / Marquès de la Quadra, 3               |                                                                         |                                 | Modifica les dades a Wikidata |
|        | Casa Jaume Cardús                                     | Barcelona Ciutat Vella la Barceloneta | edifici residencial      | Estil: modernisme català                                   | 41° 22′ 49″ N, 2° 11′ 26″ E / 41.380174198848°N,2.19068528302876°E ca:Alcanar, 3                                                 | bé amb elements d'interès bé amb protecció urbanística                  |                                 | Modifica les dades a Wikidata |
|        | Casa Joan Magí                                        | Barcelona Ciutat Vella la Barceloneta | edifici residencial casa | Estil: arquitectura eclèctica                              | 41° 22′ 56″ N, 2° 11′ 18″ E / 41.382083892822266°N,2.188286066055298°E ca:Carrer Balboa, 14 / Carrer Pizarro, 3                  | bé amb elements d'interès bé amb protecció urbanística                  |                                 | Modifica les dades a Wikidata |
|        | Casa Josep Magret                                     | Ciutat Vella la Barceloneta Barcelona | edifici residencial      | Estil: modernisme català                                   | 41° 22′ 48″ N, 2° 11′ 23″ E / 41.37989044189453°N,2.189851999282837°E ca:Atlàntida, 47                                           | bé amb protecció urbanística                                            | Casa Josep Magret               | Modifica les dades a Wikidata |
|        | Casa Lluís Cairó                                      | Barcelona la Barceloneta Ciutat Vella | edifici residencial      | Estil: modernisme català                                   | 41° 22′ 53″ N, 2° 11′ 16″ E / 41.38128280639648°N,2.1879069805145264°E ca:Carrer Paredes, 6                                      | bé amb protecció urbanística                                            |                                 | Modifica les dades a Wikidata |
|        | Casa Martí Ventosa                                    | Barcelona la Barceloneta              | edifici residencial      | Estil: arquitectura eclèctica                              | 41° 22′ 46″ N, 2° 11′ 16″ E / 41.3794444°N,2.1877778°E ca:Passeig Joan de Borbó, 22-23                                           | bé cultural d'interès local                                             | Casa Martí Ventosa              | Modifica les dades a Wikidata |
|        | Casa Valentí Puigbó                                   | Barcelona la Barceloneta Ciutat Vella | edifici residencial casa | Estil: arquitectura eclèctica                              | 41° 22′ 45″ N, 2° 11′ 24″ E / 41.3792610168457°N,2.19002103805542°E ca:Atlàntida, 63                                             | bé amb protecció urbanística                                            |                                 | Modifica les dades a Wikidata |
|        | Casa de 1761                                          | Barcelona la Barceloneta              | edifici residencial      |                                                            | 41° 22′ 44″ N, 2° 11′ 19″ E / 41.37900161743164°N,2.1885170936584473°E ca:Carrer Sant Carles, 6 / Sant Miquel, 52 / Sant Elm, 13 |                                                                         |                                 | Modifica les dades a Wikidata |
|        | Habitatge Unifamiliar i Local Comercial               | Barcelona la Barceloneta Ciutat Vella | edifici residencial casa | Estil: noucentisme                                         | 41° 22′ 50″ N, 2° 11′ 18″ E / 41.38063049316406°N,2.1882119178771973°E ca:Maquinista, 10                                         | bé amb protecció urbanística                                            |                                 | Modifica les dades a Wikidata |
|        | casa del Carrer Safareigs, 7                          | Barcelona la Barceloneta Ciutat Vella | edifici residencial      | Estil: modernisme català historicisme arquitectònic        | 41° 22′ 53″ N, 2° 11′ 20″ E / 41.381439208984375°N,2.1889660358428955°E ca:Carrer Safareigs, 7                                   | bé amb protecció urbanística                                            |                                 | Modifica les dades a Wikidata |
|        | edifici d'habitatges al carrer Baluard, 6             | Ciutat Vella la Barceloneta           | edifici residencial      | Estil: modernisme català                                   | 41° 22′ 53″ N, 2° 11′ 18″ E / 41.3813350096994°N,2.18832613662906°E ca:Baluard, 6 / Monjo, 5                                     | bé amb elements d'interès bé amb protecció urbanística                  |                                 | Modifica les dades a Wikidata |
|        | edifici d'habitatges al carrer Baluard, 7             | Ciutat Vella la Barceloneta           | edifici residencial      | Estil: arquitectura eclèctica                              | 41° 22′ 53″ N, 2° 11′ 19″ E / 41.381346432516°N,2.18851788368492°E                                                               | bé amb protecció urbanística                                            |                                 | Modifica les dades a Wikidata |
|        | edifici d'habitatges al carrer Sant Carles, 7         | Barcelona la Barceloneta              | edifici residencial      | Estil: arquitectura modernista arquitectura eclèctica 1900 | 41° 22′ 45″ N, 2° 11′ 19″ E / 41.379166666667°N,2.1886111111111°E ca:Carrer de Sant Carles, 7                                    | bé integrant del patrimoni cultural català bé amb protecció urbanística | Sant Carles 7                   | Modifica les dades a Wikidata |
|        | edifici d'habitatges al carrer Sant Miquel, 16        | Ciutat Vella la Barceloneta           | edifici residencial      | Estil: modernisme català                                   | 41° 22′ 51″ N, 2° 11′ 16″ E / 41.3808665955659°N,2.18777782496854°E                                                              | bé amb protecció urbanística                                            |                                 | Modifica les dades a Wikidata |
|        | edifici d'habitatges al carrer Sant Miquel, 39        | la Barceloneta                        | edifici residencial      |                                                            | 41° 22′ 48″ N, 2° 11′ 18″ E / 41.379913°N,2.18832°E ca:Sant Miquel, 39                                                           | bé cultural d'interès local                                             | Sant Miquel 39                  | Modifica les dades a Wikidata |
|        | edifici d'habitatges al carrer Sant Miquel, 41        | la Barceloneta                        | edifici residencial      | Estil: arquitectura neoclàssica                            | 41° 22′ 47″ N, 2° 11′ 18″ E / 41.379608°N,2.188394°E ca:Sant Miquel, 41-43                                                       | bé cultural d'interès local                                             | Sant Miquel 41-43               | Modifica les dades a Wikidata |
|        | edifici d'habitatges al carrer d'Alcanar, 4           | Ciutat Vella la Barceloneta           | edifici residencial      | Estil: modernisme català                                   | 41° 22′ 49″ N, 2° 11′ 26″ E / 41.3801522206406°N,2.19054508258279°E                                                              | bé amb protecció urbanística                                            |                                 | Modifica les dades a Wikidata |
|        | edifici d'habitatges al carrer de la Maquinista, 50   | Ciutat Vella la Barceloneta           | edifici residencial      |                                                            | 41° 22′ 51″ N, 2° 11′ 24″ E / 41.3809171883456°N,2.19012121689836°E                                                              | bé amb elements d'interès bé amb protecció urbanística                  |                                 | Modifica les dades a Wikidata |
|        | edifici d'habitatges carrer Marquès de la Mina, 17-19 | Ciutat Vella la Barceloneta           | edifici residencial      | Estil: modernisme català                                   | 41° 22′ 53″ N, 2° 11′ 25″ E / 41.3812931896529°N,2.19029530926507°E                                                              | bé amb elements d'interès bé amb protecció urbanística                  |                                 | Modifica les dades a Wikidata |
|        | edifici del Passeig Joan de Borbó, 38-39              | Barcelona la Barceloneta Ciutat Vella | edifici residencial      | Estil: noucentisme                                         | 41° 22′ 42″ N, 2° 11′ 18″ E / 41.37843322753906°N,2.188199996948242°E ca:Pg. Joan de Borbó, 38-39                                | bé amb protecció urbanística                                            |                                 | Modifica les dades a Wikidata |
|        | edifici del Passeig Joan de Borbó, 50-51              | Barcelona la Barceloneta Ciutat Vella | edifici residencial      | Estil: arquitectura eclèctica                              | 41° 22′ 39″ N, 2° 11′ 19″ E / 41.37746047973633°N,2.188575029373169°E ca:Passeig Joan de Borbó, 50-51                            | bé amb protecció urbanística                                            |                                 | Modifica les dades a Wikidata |
|        | edifici del carrer Salamanca, 42-44                   | Barcelona la Barceloneta              | edifici residencial      | Estil: modernisme català                                   | 41° 22′ 46″ N, 2° 11′ 28″ E / 41.37946319580078°N,2.191149950027466°E ca:Carrer Salamanca, 42-44                                 |                                                                         |                                 | Modifica les dades a Wikidata |
|        | grup d'habitatges La Maquinista                       | Barcelona la Barceloneta              | edifici residencial      | Estil: racionalisme arquitectònic 1951                     | 41° 22′ 53″ N, 2° 11′ 23″ E / 41.3814°N,2.1898°E ca:Pl. del Llagut, 1-11 4 msnm                                                  | bé integrant del patrimoni cultural català bé amb protecció urbanística | Grup d'habitatges La Maquinista | Modifica les dades a Wikidata |

## estructura arquitectònica
| imatge | Nom                                       | Ubicat a                              | instància de                         | Detalls                                                             | coordenades | Protecció                    | Commons (més fotos)                | Dades a WD                    |
| ------ | ----------------------------------------- | ------------------------------------- | ------------------------------------ | ------------------------------------------------------------------- | --- | ---------------------------- | ---------------------------------- | ----------------------------- |
|        | Antiga Seu del Real Montepío de San Pedro | Barcelona la Barceloneta Ciutat Vella | estructura arquitectònica edifici    | Estil: noucentisme                                                  | 41° 22′ 38″ N, 2° 11′ 21″ E / 41.37712478637695°N,2.1890690326690674°E ca:Sant Elm, 58-62 / Almirall Aixada, 4 / Mar, 95 - 97 - 99 | bé amb protecció urbanística |                                    | Modifica les dades a Wikidata |
|        | El Peix                                   | Ciutat Vella la Barceloneta           | estructura arquitectònica obra d'art | Arquitecte: Frank Gehry Creador: Frank Gehry 1992 Alt: 35m          | 41° 23′ 10″ N, 2° 11′ 49″ E / 41.38608°N,2.19693°E ca:Av. Litoral, 12-14                                                           | art públic de Barcelona      | El Peix (sculpture by Frank Gehry) | Modifica les dades a Wikidata |
|        | Torre de Sant Sebastià                    | Port Vell de Barcelona la Barceloneta | estructura arquitectònica            | Arquitecte: Carles Buïgas i Sans Estil: arquitectura del ferro 1931 | 41° 22′ 23″ N, 2° 11′ 16″ E / 41.3731776°N,2.1877921°E ca:Moll Nou                                                                 | bé cultural d'interès local  | Torre de Sant Sebastià (Barcelona) | Modifica les dades a Wikidata |

## gratacel
| imatge | Nom         | Ubicat a                              | instància de             | Detalls                                                                            | coordenades                                                                      | Protecció                                  | Commons (més fotos) | Dades a WD                    |
| ------ | ----------- | ------------------------------------- | ------------------------ | ---------------------------------------------------------------------------------- | -------------------------------------------------------------------------------- | ------------------------------------------ | ------------------- | ----------------------------- |
|        | Hotel Arts  | la Barceloneta                        | gratacel edifici d'hotel | Arquitecte: Skidmore, Owings and Merrill Estil: arquitectura high-tech 1994        | 41° 23′ 12″ N, 2° 11′ 46″ E / 41.386666666667°N,2.1961111111111°E ca:Marina, 19  | bé integrant del patrimoni cultural català | Hotel Arts          | Modifica les dades a Wikidata |
|        | W Barcelona | Port Vell de Barcelona la Barceloneta | gratacel edifici d'hotel | Arquitecte: Ricard Bofill i Leví Estil: arquitectura moderna 2009-09-01 Alt: 98.8m | 41° 22′ 07″ N, 2° 11′ 24″ E / 41.3686286°N,2.1900022°E ca:Pl. Rosa dels Vents, 1 | bé integrant del patrimoni cultural català | W Barcelona (Hotel) | Modifica les dades a Wikidata |

## obra escultòrica
| imatge | Nom                                                                                 | Ubicat a                              | instància de                     | Detalls                                                                              | coordenades                                                                                        | Protecció               | Commons (més fotos)                                              | Dades a WD                    |
| ------ | ----------------------------------------------------------------------------------- | ------------------------------------- | -------------------------------- | ------------------------------------------------------------------------------------ | -------------------------------------------------------------------------------------------------- | ----------------------- | ---------------------------------------------------------------- | ----------------------------- |
|        | A Gabriel Roca                                                                      | Barcelona Ciutat Vella la Barceloneta | obra escultòrica                 | Estat: enderrocat o destruït                                                         | | art públic de Barcelona |                                                                  | Modifica les dades a Wikidata |
|        | A Pons i Freixa                                                                     | Barcelona Ciutat Vella la Barceloneta | obra escultòrica                 |                                                                                      | Hospital del Mar                                                                                   | art públic de Barcelona |                                                                  | Modifica les dades a Wikidata |
|        | A Simón Bolívar                                                                     | Barcelona la Barceloneta              | obra escultòrica                 | Creador: Julio Maragall Dedicat a: Simón Bolívar                                     | 41° 22′ 55″ N, 2° 11′ 37″ E / 41.38201°N,2.19363°E ca:Parc de la Barceloneta                       | art públic de Barcelona | A Simón Bolívar (Julio Maragall)                                 | Modifica les dades a Wikidata |
|        | Al general Moragues                                                                 | Barcelona Ciutat Vella la Barceloneta | obra escultòrica                 | Dedicat a: Josep Moragues i Mas                                                      | 41° 22′ 55″ N, 2° 11′ 10″ E / 41.38206°N,2.18599°E                                                 | art públic de Barcelona | Al general Moragues (Francesc Abad)                              | Modifica les dades a Wikidata |
|        | Bestial                                                                             | Barcelona Ciutat Vella la Barceloneta | obra escultòrica                 |                                                                                      | 41° 23′ 07″ N, 2° 11′ 48″ E / 41.38535°N,2.19677°E ca:Pg. Marítim de la Barceloneta                | art públic de Barcelona | Bestial (Frederic Amat)                                          | Modifica les dades a Wikidata |
|        | Configuracions Urbanes: Balança romana                                              | Barcelona la Barceloneta              | obra escultòrica                 | Creador: Jannis Kounellis 1992                                                       | 41° 22′ 49″ N, 2° 11′ 32″ E / 41.38033°N,2.19219°E                                                 | art públic de Barcelona | Configuracions Urbanes: Balança romana (Jannis Kounellis)        | Modifica les dades a Wikidata |
|        | Configuracions Urbanes: Crescendo appare                                            | Barcelona la Barceloneta              | obra escultòrica                 | Creador: Mario Merz 1992-07-21                                                       | 41° 22′ 39″ N, 2° 11′ 17″ E / 41.37762°N,2.18804°E                                                 | art públic de Barcelona | Crescendo appare                                                 | Modifica les dades a Wikidata |
|        | Configuracions Urbanes: Rosa dels Vents                                             | Barcelona la Barceloneta              | obra escultòrica                 | Creador: Lothar Baumgarten 1992-07-21                                                | 41° 22′ 53″ N, 2° 11′ 10″ E / 41.38145°N,2.18625°E                                                 | art públic de Barcelona | Configuracions Urbanes: Rosa dels Vents (Lothar Baumgarten)      | Modifica les dades a Wikidata |
|        | Configuracions Urbanes: Una habitació on sempre plou                                | Barcelona la Barceloneta              | obra escultòrica                 | Creador: Juan Muñoz 1992-07-21                                                       | 41° 22′ 29″ N, 2° 11′ 22″ E / 41.37485°N,2.18951°E ca:Plaça del Mar                                | art públic de Barcelona | Una habitación donde siempre llueve                              | Modifica les dades a Wikidata |
|        | David i Goliat                                                                      | la Barceloneta                        | obra escultòrica                 | Creador: Antoni Llena i Font 1992-12-07 Llarg: 16.75m Ample: 12.4m Alt: 18m          | 41° 23′ 14″ N, 2° 11′ 44″ E / 41.38729°N,2.19547°E ca:Plaça dels Voluntaris Olímpics               | art públic de Barcelona | David i Goliat (Antoni Llena)                                    | Modifica les dades a Wikidata |
|        | El Negre de la Riba                                                                 | Barcelona la Barceloneta              | obra escultòrica mascaró de proa |                                                                                      | 41° 22′ 48″ N, 2° 11′ 20″ E / 41.37993°N,2.18896°E ca:Carrer Andrea Dòria, 4                       | art públic de Barcelona | El Negre de la Riba                                              | Modifica les dades a Wikidata |
|        | El poder de la paraula                                                              | Barcelona Ciutat Vella la Barceloneta | obra escultòrica                 |                                                                                      | 41° 23′ 10″ N, 2° 11′ 38″ E / 41.38617°N,2.19392°E ca:Parc de les Cascades. Av. del Litoral, 12-14 | art públic de Barcelona | El poder de la paraula (Auke de Vries)                           | Modifica les dades a Wikidata |
|        | Espina del mar                                                                      | Barcelona la Barceloneta              | obra escultòrica                 |                                                                                      | 41° 23′ 04″ N, 2° 11′ 40″ E / 41.38436°N,2.19452°E                                                 | art públic de Barcelona | Espina del mar                                                   | Modifica les dades a Wikidata |
|        | Estructura del Gasòmetre                                                            | Barcelona la Barceloneta              | obra escultòrica                 |                                                                                      | 41° 22′ 59″ N, 2° 11′ 35″ E / 41.38312°N,2.19304°E                                                 | art públic de Barcelona | Estructura del Gasòmetre (Parc de la Barceloneta)                | Modifica les dades a Wikidata |
|        | Evocació marinera                                                                   | Barcelona la Barceloneta              | obra escultòrica                 | Creador: Josep Maria Subirachs i Sitjar 1958                                         | 41° 22′ 32″ N, 2° 11′ 22″ E / 41.37542°N,2.18934°E ca:Avinguda Joan de Borbó                       | art públic de Barcelona | Evocació marinera                                                | Modifica les dades a Wikidata |
|        | Gaudí i la Mediterrània                                                             | Barcelona la Barceloneta              | obra escultòrica                 |                                                                                      | 41° 22′ 28″ N, 2° 11′ 23″ E / 41.37434°N,2.18984°E                                                 | art públic de Barcelona | Gaudí i la Mediterrània                                          | Modifica les dades a Wikidata |
|        | Homenatge a la natació                                                              | Barcelona la Barceloneta              | obra escultòrica                 |                                                                                      | 41° 22′ 26″ N, 2° 11′ 22″ E / 41.37382°N,2.18932°E ca:Plaça del Mar                                | art públic de Barcelona | Homenatge a la natació (Barceloneta)                             | Modifica les dades a Wikidata |
|        | L'estel ferit                                                                       | Barcelona la Barceloneta              | obra escultòrica                 | Creador: Rebecca Horn 1992 Alt: 10m                                                  | 41° 22′ 34″ N, 2° 11′ 27″ E / 41.37619°N,2.1909°E ca:de Meer                                       | art públic de Barcelona | L'estel ferit                                                    | Modifica les dades a Wikidata |
|        | Les quatre barres de la senyera catalana                                            | Barcelona la Barceloneta              | obra escultòrica                 | Arquitecte: Ricard Bofill i Leví Creador: Ricard Bofill i Leví 2009-09-01 Llarg: 50m | 41° 22′ 03″ N, 2° 11′ 24″ E / 41.3675666667°N,2.19001388889°E ca:Moll Nou. Plaça Rosa delsVents    | art públic de Barcelona | Les quatre barres de la senyera catalana                         | Modifica les dades a Wikidata |
|        | Mitgera dels objectes                                                               | Barcelona la Barceloneta              | obra escultòrica                 |                                                                                      | 41° 22′ 34″ N, 2° 11′ 24″ E / 41.37616°N,2.19007°E                                                 | art públic de Barcelona | Mitgera dels objectes                                            | Modifica les dades a Wikidata |
|        | Monòlit commemoratiu de la inauguració del passeig Joan de Borbó Comte de Barcelona | Barcelona la Barceloneta              | obra escultòrica                 |                                                                                      | 41° 22′ 48″ N, 2° 11′ 13″ E / 41.38008°N,2.18694°E                                                 | art públic de Barcelona | Monòlit commemoratiu de la inauguració del passeig Joan de Borbó | Modifica les dades a Wikidata |
|        | Nereida                                                                             | Barcelona la Barceloneta              | obra escultòrica                 |                                                                                      | 41° 22′ 51″ N, 2° 11′ 13″ E / 41.38074°N,2.18705°E                                                 | art públic de Barcelona | Nereida (Alfredo Lanz)                                           | Modifica les dades a Wikidata |
|        | Patí de vela                                                                        | Barcelona Ciutat Vella la Barceloneta | obra escultòrica                 |                                                                                      | 41° 21′ 51″ N, 2° 11′ 00″ E / 41.36403°N,2.1832°E                                                  | art públic de Barcelona |                                                                  | Modifica les dades a Wikidata |
|        | Paviment del peix                                                                   | Barcelona la Barceloneta              | obra escultòrica                 |                                                                                      | 41° 22′ 48″ N, 2° 11′ 21″ E / 41.38004°N,2.18913°E                                                 | art públic de Barcelona | Paviment del peix (Josep Miàs)                                   | Modifica les dades a Wikidata |
|        | Peix blau                                                                           | Barcelona Ciutat Vella la Barceloneta | obra escultòrica                 |                                                                                      | 41° 23′ 08″ N, 2° 11′ 49″ E / 41.38556°N,2.19703°E                                                 | art públic de Barcelona |                                                                  | Modifica les dades a Wikidata |
|        | Pescador                                                                            | Barcelona la Barceloneta              | obra escultòrica                 |                                                                                      | 41° 22′ 32″ N, 2° 11′ 15″ E / 41.3756°N,2.18737°E                                                  | art públic de Barcelona | Pescador (Francisco Martín Felices)                              | Modifica les dades a Wikidata |
|        | Sideroploide                                                                        | Barcelona la Barceloneta              | obra escultòrica                 |                                                                                      | 41° 22′ 22″ N, 2° 11′ 07″ E / 41.37269°N,2.18532°E                                                 | art públic de Barcelona | Sideroploide                                                     | Modifica les dades a Wikidata |

## parc
| imatge | Nom                    | Ubicat a       | instància de | Detalls                 | coordenades | Protecció | Commons (més fotos)    | Dades a WD                    |
| ------ | ---------------------- | -------------- | ------------ | ----------------------- | --- | --------- | ---------------------- | ----------------------------- |
|        | Parc de la Barceloneta | la Barceloneta | parc         | 1996 Superfície: 3.21ha | 41° 22′ 58″ N, 2° 11′ 34″ E / 41.382849°N,2.192724°E ca:Pg. Marítim de la Barceloneta, 15-21 ca:Pg. Salvat Papasseit, 1-3 ca:Doctor Aiguader, 56-76 ca:Gas, 1-7 |           | Parc de la Barceloneta | Modifica les dades a Wikidata |
|        | Parc de les Cascades   | la Barceloneta | parc         | Superfície: 1.38ha      | 41° 23′ 12″ N, 2° 11′ 40″ E / 41.386552°N,2.194312°E ca:Av. Litoral, 12-14                                                                                      |           | Parc de les Cascades   | Modifica les dades a Wikidata |

## placa commemorativa
| imatge | Nom                                         | Ubicat a                 | instància de        | Detalls                               | coordenades                                        | Protecció               | Commons (més fotos) | Dades a WD                    |
| ------ | ------------------------------------------- | ------------------------ | ------------------- | ------------------------------------- | -------------------------------------------------- | ----------------------- | ------------------- | ----------------------------- |
|        | Als morts i ferits dels bombardejos de 1938 | Barcelona la Barceloneta | placa commemorativa |                                       | 41° 22′ 49″ N, 2° 11′ 22″ E / 41.3802°N,2.18941°E  | art públic de Barcelona |                     | Modifica les dades a Wikidata |
|        | Auca de la barriada                         | Barcelona la Barceloneta | placa commemorativa |                                       | 41° 22′ 39″ N, 2° 11′ 22″ E / 41.37761°N,2.18938°E | art públic de Barcelona |                     | Modifica les dades a Wikidata |
|        | Barceloneta Amateur Club                    | Barcelona la Barceloneta | placa commemorativa |                                       | 41° 22′ 35″ N, 2° 11′ 26″ E / 41.37638°N,2.19045°E | art públic de Barcelona |                     | Modifica les dades a Wikidata |
|        | Club Natació Atlètic                        | Barcelona la Barceloneta | placa commemorativa |                                       | 41° 22′ 37″ N, 2° 11′ 27″ E / 41.377°N,2.19075°E   | art públic de Barcelona |                     | Modifica les dades a Wikidata |
|        | Cooperativa de la Fraternitat               | Barcelona la Barceloneta | placa commemorativa |                                       | 41° 22′ 41″ N, 2° 11′ 21″ E / 41.378°N,2.18928°E   | art públic de Barcelona |                     | Modifica les dades a Wikidata |
|        | Escola de Mar                               | Barcelona la Barceloneta | placa commemorativa |                                       | 41° 22′ 39″ N, 2° 11′ 29″ E / 41.37761°N,2.19145°E | art públic de Barcelona |                     | Modifica les dades a Wikidata |
|        | Fernando de Lesseps                         | Barcelona la Barceloneta | placa commemorativa | Dedicat a: Ferdinand de Lesseps       | 41° 22′ 47″ N, 2° 11′ 18″ E / 41.37967°N,2.18844°E | art públic de Barcelona |                     | Modifica les dades a Wikidata |
|        | Festes populars de Catalunya                | Barcelona la Barceloneta | placa commemorativa |                                       | 41° 22′ 41″ N, 2° 11′ 22″ E / 41.37792°N,2.18932°E | art públic de Barcelona |                     | Modifica les dades a Wikidata |
|        | Hilari Salvadó                              | Barcelona la Barceloneta | placa commemorativa | Dedicat a: Hilari Salvadó i Castell   | 41° 22′ 35″ N, 2° 11′ 24″ E / 41.37632°N,2.18989°E | art públic de Barcelona |                     | Modifica les dades a Wikidata |
|        | Josep Anselm Clavé                          | Barcelona la Barceloneta | placa commemorativa | Dedicat a: Josep Anselm Clavé i Camps | 41° 22′ 47″ N, 2° 11′ 17″ E / 41.37978°N,2.18795°E | art públic de Barcelona |                     | Modifica les dades a Wikidata |
|        | Lloa al carrer Pescadors                    | Barcelona la Barceloneta | placa commemorativa |                                       | 41° 22′ 40″ N, 2° 11′ 22″ E / 41.37767°N,2.18935°E | art públic de Barcelona |                     | Modifica les dades a Wikidata |
|        | Pierre F. Méchain                           | Barcelona la Barceloneta | placa commemorativa |                                       | 41° 22′ 30″ N, 2° 11′ 09″ E / 41.37497°N,2.18581°E | art públic de Barcelona |                     | Modifica les dades a Wikidata |
|        | Port. Inauguració bocana nord               | Barcelona la Barceloneta | placa commemorativa |                                       | 41° 21′ 56″ N, 2° 11′ 10″ E / 41.36549°N,2.18613°E | art públic de Barcelona |                     | Modifica les dades a Wikidata |
|        | Premi al carrer més ben guarnit             | Barcelona la Barceloneta | placa commemorativa |                                       | 41° 22′ 39″ N, 2° 11′ 22″ E / 41.37761°N,2.18944°E | art públic de Barcelona |                     | Modifica les dades a Wikidata |
|        | Tomàs Garcés                                | Barcelona la Barceloneta | placa commemorativa |                                       | 41° 22′ 46″ N, 2° 11′ 27″ E / 41.37947°N,2.19083°E | art públic de Barcelona |                     | Modifica les dades a Wikidata |

## platja
| imatge | Nom                      | Ubicat a                                                             | instància de                                | Detalls                   | coordenades                                                             | Protecció | Commons (més fotos)                 | Dades a WD                    |
| ------ | ------------------------ | -------------------------------------------------------------------- | ------------------------------------------- | ------------------------- | ----------------------------------------------------------------------- | --------- | ----------------------------------- | ----------------------------- |
|        | platges de Barcelona     | Barcelona la Barceloneta Sant Martí                                  | platja                                      |                           | 41° 23′ 36″ N, 2° 12′ 23″ E / 41.393416°N,2.20647°E                     |           | Beaches of Barcelona                | Modifica les dades a Wikidata |
|        | platja de Sant Miquel    | la Barceloneta                                                       | platja platja d'arena daurada platja urbana | Llarg: 420m Ample: 48 69m | 41° 22′ 38″ N, 2° 11′ 29″ E / 41.377273°N,2.191484°E la Barceloneta     |           | Platja de Sant Miquel (Barcelona)   | Modifica les dades a Wikidata |
|        | platja de Sant Sebastià  | Barcelona la Barceloneta Barcelonès província de Barcelona Catalunya | platja platja urbana                        | Llarg: 660m Ample: 55m    | 41° 22′ 24″ N, 2° 11′ 23″ E / 41.37345833°N,2.18962778°E la Barceloneta |           | Platja de Sant Sebastià (Barcelona) | Modifica les dades a Wikidata |
|        | platja de la Barceloneta | la Barceloneta                                                       | platja                                      | Llarg: 422m Ample: 89m    | 41° 22′ 42″ N, 2° 11′ 33″ E / 41.37841944°N,2.19241667°E                |           | Platja de la Barceloneta            | Modifica les dades a Wikidata |
|        | platja del Somorrostro   | Barcelona la Barceloneta Ciutat Vella                                | platja platja d'arena daurada platja urbana | Llarg: 522m Ample: 114m   | 41° 22′ 59″ N, 2° 11′ 44″ E / 41.3831°N,2.1955°E la Barceloneta         |           | Platja del Somorrostro              | Modifica les dades a Wikidata |

## Misc
| imatge | Nom                                    | Ubicat a                                                | instància de                                    | Detalls | coordenades | Protecció                                              | Commons (més fotos)                  | Dades a WD                    |
| ------ | -------------------------------------- | ------------------------------------------------------- | ----------------------------------------------- | --- | --- | ------------------------------------------------------ | ------------------------------------ | ----------------------------- |
|        | Antigues oficines de Catalana de Gas   | la Barceloneta                                          | edifici d'oficines                              | Arquitecte: Josep Domènech i Estapà Estil: arquitectura modernista                                            | 41° 22′ 56″ N, 2° 11′ 30″ E / 41.382227°N,2.191743°E ca:Pg. Salvat Papasseit, 1                                           | bé cultural d'interès local                            | Edifici d'accés a la Catalana de Gas | Modifica les dades a Wikidata |
|        | Baños Orientales                       | Barcelona la Barceloneta                                | banys públics                                   | Arquitecte: August Font i Carreras 1872                                                                       | 41° 22′ 40″ N, 2° 11′ 28″ E / 41.377756677938365°N,2.191229001806978°E platja de la Barceloneta                           |                                                        |                                      | Modifica les dades a Wikidata |
|        | Costa de Barcelona                     | Barcelona la Barceloneta Sant Martí Sant Adrià de Besòs | indret                                          | | 41° 22′ 50″ N, 2° 11′ 40″ E / 41.38055556°N,2.19444444°E                                                                  |                                                        |                                      | Modifica les dades a Wikidata |
|        | Edifici Gas Natural                    | la Barceloneta                                          | edifici de gran altura                          | Arquitecte: Enric Miralles i Moya Benedetta Tagliabue Estil: arquitectura high-tech 2005                      | 41° 23′ 00″ N, 2° 11′ 26″ E / 41.383297°N,2.190458°E ca:Doctor Aiguader, 38-54                                            | bé integrant del patrimoni cultural català             | Edifici Gas Natural                  | Modifica les dades a Wikidata |
|        | El Torín                               | la Barceloneta                                          | plaça de toros                                  | 1834-07 Estat: enderrocat o destruït                                                                          | 41° 23′ 01″ N, 2° 11′ 24″ E / 41.383708°N,2.190014°E                                                                      |                                                        | El Torín                             | Modifica les dades a Wikidata |
|        | Escola de Nàutica de Barcelona         | Port Vell de Barcelona la Barceloneta                   | edifici escolar                                 | Arquitecte: Joaquim Vilaseca i Rivera Adolf Florensa i Ferrer Estil: historicisme arquitectònic               | 41° 22′ 57″ N, 2° 11′ 04″ E / 41.3825°N,2.1844444444444°E ca:Pla del Palau, 18                                            | bé cultural d'interès local                            | Facultat de Nàutica                  | Modifica les dades a Wikidata |
|        | Font Carmen Amaya                      | Barcelona la Barceloneta                                | font                                            | Creador: Rafael Solanic i Balius Estil: noucentisme 1959 Dedicat a: Carmen Amaya                              | 41° 22′ 47″ N, 2° 11′ 33″ E / 41.37985°N,2.19237°E ca:Plaça Brugada                                                       | art públic de Barcelona                                | Font Carmen Amaya (Rafael Solanich)  | Modifica les dades a Wikidata |
|        | Habitatges Barceloneta                 | Ciutat Vella la Barceloneta                             | hàbitat col·lectiu                              | Arquitecte: Josep Antoni Coderch i de Sentmenat Estil: racionalisme arquitectònic                             | 41° 22′ 41″ N, 2° 11′ 18″ E / 41.378°N,2.18839°E ca:Passeig de Joan de Borbó, 43 4 msnm                                   | bé d'interès cultural bé cultural d'interès nacional   | Habitatges Barceloneta               | Modifica les dades a Wikidata |
|        | Hospital del Mar                       | Barcelona la Barceloneta                                | hospital                                        | 1905 | 41° 23′ 01″ N, 2° 11′ 39″ E / 41.383692°N,2.194255°E es:Ps Marítim de La Barceloneta, 25                                  | bé integrant del patrimoni cultural català             | Hospital del Mar                     | Modifica les dades a Wikidata |
|        | Maians                                 | Barcelona la Barceloneta                                | illa                                            | | 41° 23′ 01″ N, 2° 11′ 21″ E / 41.38361111°N,2.18916667°E                                                                  |                                                        |                                      | Modifica les dades a Wikidata |
|        | Marina Vela Barcelona                  | Barcelona la Barceloneta                                | port esportiu                                   | | 41° 22′ 02″ N, 2° 11′ 18″ E / 41.36735249352167°N,2.188269829445676°E                                                     |                                                        |                                      | Modifica les dades a Wikidata |
|        | Mercat de la Barceloneta               | la Barceloneta                                          | mercat cobert                                   | Arquitecte: Antoni Rovira i Trias Estil: arquitectura del ferro 1884                                          | 41° 22′ 49″ N, 2° 11′ 21″ E / 41.380326°N,2.1892847°E ca:Pl. Poeta Boscà, 1-2, Maquinista, 22, Atlàntida, 26. Baluard, 25 | bé integrant del patrimoni cultural català             | Mercat de la Barceloneta             | Modifica les dades a Wikidata |
|        | Mural Barceloneta                      | Barcelona la Barceloneta                                | mural                                           | | 41° 22′ 41″ N, 2° 11′ 18″ E / 41.377969°N,2.188385°E                                                                      | art públic de Barcelona                                | Mural Barceloneta                    | Modifica les dades a Wikidata |
|        | Nuevo Vulcano                          | Barcelona la Barceloneta                                | drassana foneria                                | 1826 | |                                                        |                                      | Modifica les dades a Wikidata |
|        | Palau de Mar                           | Port Vell de Barcelona la Barceloneta                   | magatzem Ús: museu                              | Arquitecte: Maurici Garran Elies Rogent i Amat Estil: arquitectura industrial catalana arquitectura eclèctica | 41° 22′ 51″ N, 2° 11′ 09″ E / 41.38094°N,2.18573°E ca:Pl. Pau Vila, 1-5 ca:Moll del Dipòsit                               | bé cultural d'interès local                            | Magatzems generals del Dipòsit       | Modifica les dades a Wikidata |
|        | Parc de Recerca Biomèdica              | Barcelona la Barceloneta                                | edifici administratiu                           | | 41° 23′ 07″ N, 2° 11′ 39″ E / 41.38526916503906°N,2.1942620277404785°E ca:Doctor Aiguader, 88                             |                                                        |                                      | Modifica les dades a Wikidata |
|        | Parc de Recerca Biomèdica de Barcelona | Barcelona la Barceloneta                                | parc científic                                  | | 41° 23′ 03″ N, 2° 11′ 37″ E / 41.384214°N,2.193572°E                                                                      | bé integrant del patrimoni cultural català             | Barcelona Biomedical Research Park   | Modifica les dades a Wikidata |
|        | Pont-grua de la Maquinista i Xemeneia  | Ciutat Vella la Barceloneta                             | pont grua pont                                  | | 41° 22′ 54″ N, 2° 11′ 31″ E / 41.3817299112169°N,2.19190925650898°E                                                       | bé amb elements d'interès bé amb protecció urbanística |                                      | Modifica les dades a Wikidata |
|        | Porta d'Europa                         | Barcelona Zona Franca de Barcelona la Barceloneta       | pont pont basculant                             | 2003-06-19 Travessa: Port de Barcelona                                                                        | 41° 21′ 54″ N, 2° 10′ 53″ E / 41.36488889°N,2.18138889°E                                                                  |                                                        | La Porta d'Europa bascule bridge     | Modifica les dades a Wikidata |
|        | Sant Miquel del Port                   | Barcelona la Barceloneta                                | església                                        | Arquitecte: Pedro Martín Cermeño Estil: arquitectura barroca                                                  | 41° 22′ 47″ N, 2° 11′ 18″ E / 41.3797°N,2.18833°E ca:Sant Miquel, 39                                                      | bé cultural d'interès local                            | Church of Sant Miquel del Port       | Modifica les dades a Wikidata |
|        | Somorrostro                            | la Barceloneta                                          | barri                                           | | 41° 22′ 55″ N, 2° 11′ 39″ E / 41.382062°N,2.194086°E La Arena                                                             |                                                        |                                      | Modifica les dades a Wikidata |
|        | Telefèric del Port de Barcelona        | Montjuïc Port Vell de Barcelona el Raval la Barceloneta | telefèric aeri urbà                             | 1931 Llarg: 1303m                                                                                             | 41° 22′ 16″ N, 2° 10′ 21″ E / 41.3710038°N,2.1724069°E                                                                    |                                                        | Telefèric del Port                   | Modifica les dades a Wikidata |
|        | Torre d'aigües de la Catalana de Gas   | la Barceloneta                                          | torre d'aigua                                   | Arquitecte: Josep Domènech i Estapà Estil: arquitectura modernista modernisme català 1906                     | 41° 23′ 02″ N, 2° 11′ 33″ E / 41.3838889°N,2.1925°E ca:Parc de la Barceloneta                                             | bé cultural d'interès local                            | Torre de la Catalana de Gas          | Modifica les dades a Wikidata |
|        | Torre del Rellotge                     | la Barceloneta                                          | far rellotge de torre Ús: far rellotge de torre | Arquitecte: Joris Prosper Van Verboom Estil: arquitectura neoclàssica                                         | 41° 22′ 30″ N, 2° 11′ 09″ E / 41.375°N,2.1858333333333335°E ca:Moll de Pescadors                                          | bé cultural d'interès local                            | Torre del Rellotge, Barcelona        | Modifica les dades a Wikidata |
|        | W Barcelona                            | Port Vell de Barcelona la Barceloneta                   | hotel                                           | | W Barcelona |                                                        |                                      | Modifica les dades a Wikidata |
|        | estació de Sant Sebastià               | la Barceloneta                                          | estació de telefèric                            | | 41° 22′ 23″ N, 2° 11′ 16″ E / 41.373142°N,2.187811°E                                                                      |                                                        |                                      | Modifica les dades a Wikidata |
|        | restaurant Casa Ramonet                | la Barceloneta                                          | restaurant                                      | 20th century                                                                                                  | 41° 22′ 51″ N, 2° 11′ 20″ E / 41.380822°N,2.188934°E ca:Carrer de la Maquinista, 17, Barcelona 5 msnm                     | bé integrant del patrimoni cultural català             | Restaurant Casa Ramonet              | Modifica les dades a Wikidata |